# جبه نویان
جبه نویان یکی از سرداران مغول بود. چنگیزخان قبل از آنکه انتقام کشته شدن بازرگانان مغولی را از سلطان محمد خوارزمشاه بگیرد مصمم شد که کوچلک خان را که در ترکستان شرقی مستقر شده و به آزار مسلمانان اشتغال داشت از میان بردارد آنگاه با خیال فارغ به سرزمین‌های خوارزمشاهی حمله برد. برای اجرای این مقصود چنگیز یکی از سرداران خود به نام «جبه نویان » را با قشونی معظم به کاشغر فرستاد و جبه نویان کاشغر را به آسانی گرفت و کوچلک فراری شد. جبه نویان اول کاری که کرد این بود که به مردم آزادی مذهب داد و فشاری را که بر اثر استیلای کوچلک بر مسلمانان بلاد ختن و کاشغر و غیره تحمیل شده بود برطرف کرد. همین شخص بعدها به اتفاق سبتای بهادر و تغاجار به فرماندهی سی هزار تن از طرف چنگیز مأمور تعقیب سلطان محمد خوارزمشاه شد.